# Aschau im Chiemgau
Aschau im Chiemgau är en kommun och ort i Landkreis Rosenheim i Regierungsbezirk Oberbayern i förbundslandet Bayern i Tyskland.  Aschau im Chiemgau har cirka 5 800 invånare. Förutom huvudorten ingår 42 mindre orter i kommunen.